# Tithon (poème)
Tithon (Tithonus en anglais) est l'œuvre du poète victorien Alfred Lord Tennyson, d'abord écrit en 1833 sous le nom de Tithon et achevé en 1859. Il apparait pour la première fois dans l'édition de février 1860 du Cornhill Magazine de Thackeray avec son appellation définitive Tithonus.
Le poème est un monologue dramatique dans lequel Tithon, prince troyen, frère de Priam et père de Memnon, s’adresse à son amante Éos, déesse de l’aurore, qui l’a rendu immortel tout en oubliant de lui garantir une jeunesse éternelle. Sans âge, Tithon, las de son inéluctable vieillesse, aspire à la mort.
Comme l'a souligné Tennyson, le récit poétique fait à bien des égards pendant à Ulysse qui présente des vues opposées sur la conception du trépas. Il n'est pas non plus sans rappeler, quoique indirectement, le deuil d'Arthur Hallam que Tennyson porte jusqu'à son dernier souffle et qui s'exprime dans ses dernières comme dans ses premières œuvres.
Dans l’ensemble, Tithon se présente comme un mélodrame narratif au même titre que Maud (1855), (1860), Enoch Arden (1864), Queen Mary (1875), Ballades et autres poèmes (1880), Tiresias (1885), Demeter (1889) et la Mort d'Œnone (1892) ; de plus, comme les trois dernières œuvres mentionnées ci-dessus, il ressortit à la veine mythologique du poète.

## Vue d'ensemble
Dans la mythologie grecque, Tithon est un Troyen de naissance, fils du roi Laomedon et d’une nymphe des eaux nommée Strymo (sévère). Éos, déesse grecque de l'aurore, a enlevé Ganymède et Tithon de la maison royale de Troie pour en faire ses amants. À son tour, Zeus lui vole Ganymède pour qu'il devienne son échanson ; Éos exige en échange que Tithon soit promu à l'immortalité. Zeus lui accorde cette faveur, et c'est elle qui, en son nom, lui en confère le privilège, mais elle oublie d'y associer l’éternité de la jeunesse. De ce fait, Tithon est condamné à une vie sans fin, mais aussi à une vieillesse à jamais aggravée. Abimé et flétri, il est désormais l'ombre de lui-même et, au-delà de la résignation, ne résout plus à son destin d’immortel.
La principale source classique sur laquelle Tennyson s’appuie est l’histoire de la relation d’Aphrodite avec Anchise dans l'Hymne d'homérique dédié à la déesse de la beauté qui raconte brièvement l'étourderie commise par Éos :

« De même, Eôs au thrône d'or enleva Tithôn, homme de votre race, semblable aux Immortels. Elle alla demander au Kroniôn qui amasse les nuées qu'il fût immortel et qu'il vécût toujours, et Zeus consentit par un signe de tête, et il accomplit son désir ; mais la vénérable Eôs, l'insensée ! ne songea pas dans son esprit à demander pour lui la jeunesse et à le soustraire à la cruelle vieillesse. Aussi longtemps qu'il posséda la jeunesse chère à tous, charmé par Eôs au thrône d'or, née au matin, il habita, aux limites de la terre, sur les bords de l'Okéanos ; mais, dès que les premiers cheveux blancs se répandirent de sa belle tête, et que sa barbe fut blanche, la vénérable Eôs s'éloigna de son lit. Et elle le nourrit cependant, dans sa demeure, de froment et d'ambroisie, et elle lui donna de beaux vêtements. Mais quand il eut atteint l'odieuse vieillesse, sans pouvoir remuer ses membres ni se lever, Eôs pensa que le mieux était de le déposer dans la chambre nuptiale dont elle ferma les portes brillantes. Là, sa voix coule, inentendue, et la force n'est plus qui était autrefois dans ses membres flexibles. »

De fait, certains vers du poème viennent en droite ligne de cet hymne : ainsi « Here at the quiet limit of the world » rappelle beaucoup les vers 226-227 :  « Aussi longtemps qu'il posséda la jeunesse chère à tous, charmé par Eôs au thrône d'or, née au matin, il habita, aux limites de la terre, sur les bords de l'Okéanos »,
La version originale du poème, intitulée "Tithon", est écrite en 1833, peu après la mort d’Arthur Hallam, ami intime du poète depuis les années de Cambridge, mais reste à l’état de manuscrit. Ce n’est qu’en janvier 1860, à l’invitation de Thackeray de collaborer à sa revue Cornhill Magazine, que Tennyson modifie de façon substantielle son premier texte, désormais présenté sous le titre de Tithonus. Publié dans l'édition de février, il se voit ensuite inclus dans le recueil Enoch Arden datée de 1864.

## Poème
Tithon est un monologue dramatique avec Tithon comme seul locuteur. Cependant, son discours rappelle constamment un auditeur silencieux par l’emploi de phrases ou expressions telles que « je t’ai demandé », « ta beauté », « ton guide », « reprends ton cadeau ». Autrement dit, le « je » du locuteur est accompagné par implication du « tu » de l’auditeur qu’une fois le contexte connu, s’identifie en tant qu’Éos, la déesse à la jeunesse éternelle qui est son amante. Par son seul discours, le locuteur révèle son identité, sa personnalité, ses désirs et ses regrets, en somme sa philosophie de vie. Il utilise le vers blanc, pentamètre iambique non rimé, dont l’aisance et la malléabilité s’adaptent sans heurt au rythme de la conversation, fût-elle un simple monologue.  
| Tithonus The woods decay, the woods decay and fall, The vapours weep their burthen to the ground, Man comes and tills the field and lies beneath, And after many a summer dies the swan. Me only cruel immortality Consumes: I wither slowly in thine arms, Here at the quiet limit of the world, A white-hair'd shadow roaming like a dream The ever-silent spaces of the East, Far-folded mists, and gleaming halls of morn. Alas! for this gray shadow, once a man— So glorious in his beauty and thy choice, Who madest him thy chosen, that he seem'd To his great heart none other than a God! I ask'd thee, 'Give me immortality.' Then didst thou grant mine asking with a smile, Like wealthy men, who care not how they give. But thy strong Hours indignant work'd their wills, And beat me down and marr'd and wasted me, And tho' they could not end me, left me maim'd To dwell in presence of immortal youth, Immortal age beside immortal youth, And all I was, in ashes. Can thy love, Thy beauty, make amends, tho' even now, Close over us, the silver star, thy guide, Shines in those tremulous eyes that fill with tears To hear me? Let me go: take back thy gift: Why should a man desire in any way To vary from the kindly race of men Or pass beyond the goal of ordinance Where all should pause, as is most meet for all? A soft air fans the cloud apart; there comes A glimpse of that dark world where I was born. Once more the old mysterious glimmer steals From thy pure brows, and from thy shoulders pure, And bosom beating with a heart renew'd. Thy cheek begins to redden thro' the gloom, Thy sweet eyes brighten slowly close to mine, Ere yet they blind the stars, and the wild team Which love thee, yearning for thy yoke, arise, And shake the darkness from their loosen'd manes, And beat the twilight into flakes of fire. Lo! ever thus thou growest beautiful In silence, then before thine answer given Departest, and thy tears are on my cheek. Why wilt thou ever scare me with thy tears, And make me tremble lest a saying learnt, In days far-off, on that dark earth, be true? "The Gods themselves cannot recall their gifts." Ay me! ay me! with what another heart In days far-off, and with what other eyes I used to watch—if I be he that watch'd— The lucid outline forming round thee; saw The dim curls kindle into sunny rings; Changed with thy mystic change, and felt my blood Glow with the glow that slowly crimson'd all Thy presence and thy portals, while I lay, Mouth, forehead, eyelids, growing dewy-warm With kisses balmier than half-opening buds Of April, and could hear the lips that kiss'd Whispering I knew not what of wild and sweet, Like that strange song I heard Apollo sing, While Ilion like a mist rose into towers. Yet hold me not for ever in thine East: How can my nature longer mix with thine? Coldly thy rosy shadows bathe me, cold Are all thy lights, and cold my wrinkled feet Upon thy glimmering thresholds, when the steam Floats up from those dim fields about the homes Of happy men that have the power to die, And grassy barrows of the happier dead. Release me, and restore me to the ground; Thou seëst all things, thou wilt see my grave: Thou wilt renew thy beauty morn by morn; I earth in earth forget these empty courts, And thee returning on thy silver wheels. | Tithon (traduction non publiée et libre de droit due à la courtoisie de Henri Suhamy) Les forêts dépérissent, les forêts dépérissent et tombent, Les vapeurs jettent en larmes leur fardeau sur le sol, L’homme arrive, cultive le champ puis gît sous lui, Et après maints étés le cygne meurt. Le seul être je suis que la cruelle immortalité Consume. Je flétris lentement dans tes bras, Ici, à la tranquille limite du monde, Ombre aux cheveux blancs qui parcourt tel un rêve Les espaces de l’Orient éternellement silencieux, Les brumes qui se resserrent au loin et les porches rayonnants du matin. Hélas ! Pour cette ombre grise qui fut homme autrefois Si splendide par sa beauté et par ton choix Qui a fait de lui son élu, si bien qu’il sembla Pour son cœur exalté n’être rien d’autre qu’un Dieu ! Je t’ai demandé : « Donne-moi l’immortalité. » Alors d’un sourire tu exauças ma demande, Comme les riches qui donnent sans souci de manières. Mais tes puissantes Heures, courroucées, accomplirent leurs volontés, Elles m’ont abattu, abîmé, dévasté, Sans pouvoir m’achever, m’ont laissé mutilé À demeurer au voisinage de la jeunesse immortelle, Vieillesse immortelle jouxtant l’immortelle jeunesse, Et tout ce que je fus, en cendres. Ton amour, Ta beauté, peuvent-ils me dédommager, bien qu’encore aujourd’hui Tout près au-dessus de nous, l’étoile d’argent, ton guide, Brille en ces yeux tremblotants qui s’emplissent de larmes Quand elle m’entend ? Libère-moi, reprends ce que tu m’as donné. Pourquoi un homme désirerait-il de quelque façon S’écarter de la noble race des hommes, Ou dépasser l’aboutissement ordonné Où chacun doit s’arrêter, ainsi qu’à tous il sied le mieux ? Un doux souffle d’air fend le nuage ; voilà que se présente Une brève vision de ce monde obscur où je suis né. À nouveau la vieille lueur mystérieuse se glisse De ton front immaculé, de tes épaules immaculées, Et de la poitrine où bat un cœur rajeuni. Ta joue rougit peu à peu à travers la pénombre, Tes doux yeux s’éclairent lentement tout près des miens, Avant même d’aveugler les étoiles et l’attelage impétueux Qui t’aiment, qui aspirent à porter ton joug, s’élèvent, D’une secousse abattent la noirceur de leurs crinières déliées, Et font éclater le petit-jour en flocons de feu. Voilà comment toujours tu grandis en beauté Dans le silence, puis avant de donner ta réponse Tu pars, et tes larmes coulent sur mes joues. Pourquoi m’effraies-tu sans cesse avec tes larmes Et me fais-tu trembler de peur qu’un adage appris En des jours lointains, sur cette terre obscure, soit vrai ? « Les Dieux eux-mêmes ne peuvent pas révoquer leurs dons. » Hélas, hélas, avec quel autre cœur En des jours lointains, et avec quels autres yeux J’observais – si c’est bien lui qui observait – Le contour lumineux qui se formait autour de toi ; je voyais Les pâles volutes s’enflammer en anneaux ensoleillés, Je muais au gré de tes métamorphoses mystiques, et je sentais mon sang Se colorer du rougeoiement qui lentement empourprait toute Ta présence et tous tes portiques, tandis qu’étendu, Bouche, front, paupières échauffés comme par une rosée, Avec des baisers plus délicieux que les bourgeons à demi-ouverts D’avril, j’entendais le baiser de tes lèvres, Chuchotant je ne sais quoi de violent et de doux, Comme cette chanson étrange que j’entendis Apollon chanter, Tandis que telle une brume Ilion s’élevait en hautes tours. Cependant ne me tiens pas à jamais dans ton Orient ; Comment ma nature peut-elle se mêler à la tienne ? Tes ombres roses me baignent de froideur, froides Sont tes lumières et froids sont mes pieds ridés Sur tes seuils scintillants, quand la vapeur Émerge des champs à peine visibles qui entourent les maisons D’hommes heureux qui ont le pouvoir de mourir, Et des tumulus herbeux des morts plus heureux encore. Délivre-moi, rends-moi à la terre ; Toi qui vois tout, tu verras ma tombe. Ta beauté renaîtra matin après matin. Moi, terre dans la terre, oublierai le vide des palais royaux, Et je t’oublierai quand tu retourneras sur tes roues d’argent. |

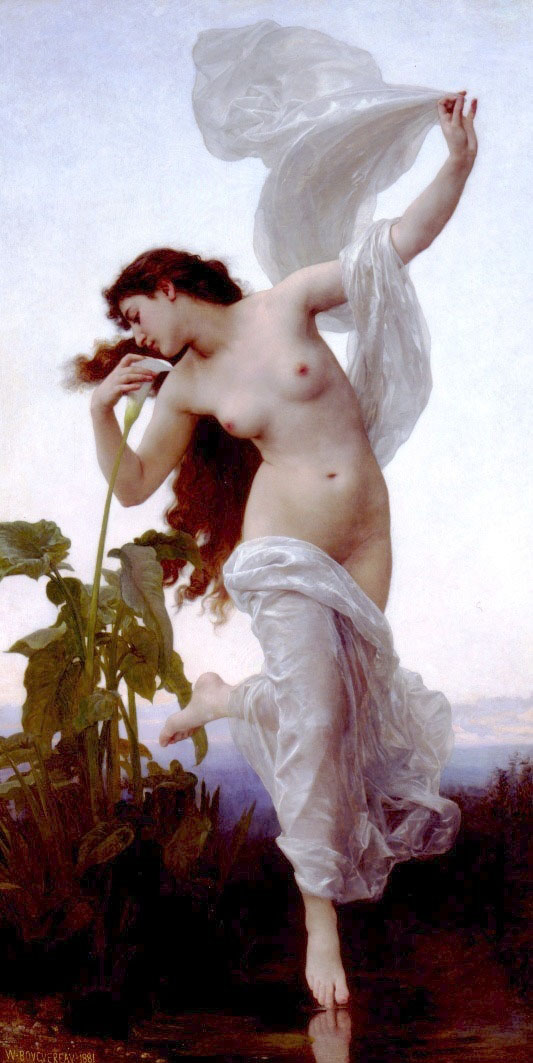
Aurore (Eos), déesse grecque de l'aube, par William-Adolphe Bouguereau (1881).

Le poème commence par Tithon qui s'entretient avec Éos « à la limite tranquille du monde » (vers 7) où il vit avec la déesse. Confronté à la vieillesse et aux souffrances de l'âge, il médite sur la mort et la mortalité, déplorant que le trépas ne puisse le libérer de sa grande misère. Il raconte comment Éos, en le choisissant comme amant, l'a empli d'une telle fierté qu'il lui a alors semblé que  « Pour son grand cœur, nul autre qu'un Dieu ! » (vers 14). Bien qu'elle lui ait accordé l'immortalité à sa demande, il n'échappe pas aux outrages du temps. Les heures et les jours se sont accumulés, sa jeunesse et sa beauté se sont évanouies. Il prie à la déesse de le libérer de cette vie sans fin : « Laisse-moi partir ; reprends ton présent », l'implore-t-il (vers 27), supplique qui  le conduit à se questionner sur le besoin qu'éprouve chacun à convoiter l'inaccessible.
Éos en pleurs part à l'aube sans répondre à son souhait. Alors qu'elle s'envole dans les cieux, le dicton populaire, entendu alors qu'il résidait sur la terre, revient à Tithon : « Même les dieux ne peuvent rappeler leurs dons » (vers 49), et il conçoit que cette sentence contient une part de vérité :
« Ἠὼς δ’ ἐκ λεχέων παρ’ ἀγαυοῦ Τιθωνοῖοὄρνυθ’, ἵν’ ἀθανάτοισι φόως φέροι ἠδὲ βροτοῖσι »
« L'Aurore, de son lit - quittant l'admirable Tithon - s'élançait, pour porter la lumière aux immortels et aux humains. »
Il se souvient de sa jeunesse et retrouve les impressions d'alors : l'animation qu'éprouve son corps dès l'aube après qu'Éos l'a enlacé et lui a murmuré des mots « sauvage et doux » (vers 61), tels le chant entonné par Apollon lors de la construction d'Ilion (Troie). Dans la dernière section du poème, las de la vie et de l'immortalité, il n'éprouve qu'une hâte, que la mort fasse son œuvre et s'empare de lui, s'exclamant « bien heureux et chanceux sont les hommes dotés du pouvoir de mourir » (vers 70). Puisque son « âge immortel » (22 ans) ne coïncidera jamais plus avec la « jeunesse immortelle » d'Éos (22 ans), il la supplie encore une fois :
| Release me, and restore me to the ground; Thou seest all things, thou wilt see my grave: Thou wilt renew thy beauty morn by morn; I earth in earth forget these empty courts, And thee returning on thy silver wheels. (72–76) | [Traduction libre] Rends-moi la liberté, redonne-moi la terre ; Toi qui vois tout, tu verras ma tombe Ta beauté se renouvellera chaque matin ; Moi, terre dans la terre, j'oublierai ces palais vides, Et tu reprendras ton vol sur tes roues d'argent. |

## Interprétations
Depuis le début de sa carrière, même avant la mort de son père, Tennyson peuple ses poèmes de personnes âgées et se penche sur ce qu’Anna Barton appelle « la tragédie de la vieillesse ». Ici, à l’opposé,  l'ombre d’Arthur Hallam, brutalement disparu en pleine jeunesse, plane sur le poème, comme elle le fait sur ceux (Morte d'Arthur, Ulysse et Tirésias) qu’il compose à la suite de ce décès.

### Arthur Henry Hallam, l’ami à jamais pleuré
Peu avant la publication du poème, Tennyson reçoit une lettre de Benjamin Jowett qui vient de se recueillir devant la tombe d’Arthur Hallam et qui écrit : « Étrange sensation que celle qu'on éprouve devant ceux qui nous ont quittés dans leur jeunesse : alors qu’on vieillit et devient poussiéreux, ils restent tels qu’ils étaient » : en quelque sorte, cette remarque est au cœur du poème de Tennyson, mais bien qu’il serait abusif de faire l’équation : Tennyson = Tithon et l’éternellement jeune Arthur Hallam = Aurora, puisque sa mort prématurée l’aura préservée des ravages de la vieillesse, il n’en demeure pas moins que cette constatation a pu inspirer le poète pour cette méditation sur l’âge, la mort et l’immortalité à travers le mythe du jeune prince troyen.
De fait, ce deuil jamais surmonté hante aussi la poésie tardive de Tennyson. Pourtant, selon la critique Mary Donahue, « il n’est pas certain que l’identification d’Éos avec Hallam soit aussi évidente et aussi simple qu'il y peut paraître, non plus que la relation émotionnelle entre Tennyson et Hallam soit entièrement clarifiée par Tithon ». Sous le masque de Tithon, Tennyson  évoque, pour exprimer la nature particulière de sa propre blessure, « deux des symboles les plus fondamentaux de l'humanité, l'amour entre un homme et une femme et la frustration de cet amour induite par l'âge ». Matthew Reynolds, érudit de l’époque victorienne, remarque qu'« en deuil d'Arthur Hallam, Tennyson écrit des poèmes décrivant ce dont eux jouissent, une longévité – mais non l'éternité – qui traverse le temps ».
Christopher Ricks explique que le sentiment de perte que Tennyson évoque si souvent lorsqu'il est question de son ami enlevé à son affection est rarement suscité par un récit à la troisième personne, mais par les sentiments exprimés par une seule, et parmi les trois poèmes qu'il cite, il inclut Ulysse et Tithon. Il ajoute que Tithon peut évoquer la mort d'Hallam sous un angle différent : écrit en 1833, le poème est longtemps resté à l'état de manuscrit, trop poignant peut-être, trop vulnérable aussi dans sa constante recherche de la mort. Vingt-six ans plus tard, Tennyson l'exhume pour Thackeray, change le titre en Tithonus, ajoute douze vers et le publie. Dans cette ultime version, si ce n'est en aucune sorte un rappel que le poète porte à son ami qu'il destine au public, le mythe demeure, sans doute nourri par l'amour évident qu'Hallam et Emily, sœur du poète, ont éprouvé l'un pour l'autre. Tennyson, quant à lui, dépeint Tithon d'où remonte un thème déjà abordé dans In Memoriam, XVI : prévaut partout une vague peur d'une tout autre nature : celle, en effet, de l'idée de la mort, qu'elle soit réelle ou redoutée, voire dans le cas de Tithon, ardemment souhaitée, mais dans le cas d'Hallam, la mort transcendée en immortalité.
Quoi qu'il en soit, ce substrat biographique contribue à souligner l’originalité de Tithon au sein de la poésie tennysonienne : plutôt qu'un hymne à la vie, c’est une supplique à la mort ; plutôt qu’un chant à l’immortalité, qu’elle soit mythique ou d’essence religieuse, c’est l’expression d’un dégoût de l’éternité.

### La mélancolie d’une vieillesse sans fin
Le poème aborde d'emblée le ton de la mélancolie à laquelle participe la nature tout entière, les bois, les brumes, le laboureur et même le cygne ; le quatrième vers, cependant rompt cette paix mourante, mais sans à-coups : l'inversion Me only (« moi seul «) jaillit soudain accompagnée de l'adjectif « cruel », que le substantif « cruauté « reprend en écho selon un enjambement d'autant plus percutant que les vers précédents se sont tous terminés par un point de ponctuation : Tithon, qui a atteint les limites du vivant, est condamné à y rester, même si pour lui ce n'est qu'une mort à jamais en sursis. Dès lors, plus un son dans le poème ; le lecteur entre dans un silence total : seules se perçoivent encore les roues d'argent de la déesse qui s'est enfuie.
La souffrance de Tithon rappelle à chacun qu'il est inutile d'essayer de « transgresser  l'ordonnance de choses », (vers 30). Tithon se trouve victime d'avoir voulu échapper à l'humaine condition, d'avoir enfreint l'ordre régissant « la douce humanité »  (the kindly race of men (vers 29). Destiné à vivre à jamais comme une « ombre aux cheveux blancs » (a white-haired shadow) (vers 6) et à sans cesse errer « dans les espaces toujours silencieux de l'Est », en raison de l'immortalité dont il jouit, il a volontairement sacrifié des prérogatives de tout être mortel et de ce fait a cessé d'être lui même.

### L’harmonieux silence de l"Orient
Le lecteur peut être surpris que Tithon se trouve confiné dans une terre située à l’Orient, à l’opposé de l’Ouest que convoite Ulysse, dans l’autre monde à la fois parallèle et inconnu dont le froid fige la frange de l’univers. C’est une niche d’amour de silence, qui garde le souvenir de l’érotisme des jeunes années tout en s’harmonisant secrètement avec l’incalculable âge du trop vieil amant. Cruellement, les vers qui l’évoquent déroulent des accents d’une harmonieuse félicité : car ici, la musique privée de sons est partout, avec ses doux refrains éternellement silencieux ; le sourire d’antan le cède désormais au mutisme des larmes que parcourent d’inaudibles frémissements, alors que le doux souffle de l’air rafraîchit furtivement les nuées et que seuls se devinent les inaudibles battements du cœur. Discrète, chaque aube voile son retour d’une douceur « argentée », à la fois soyeuse et évanescente ,.
Combien d’années se sont écoulées depuis l’ardeur de leur amour ? La désolation de leur sentiment n’a rien d’une infidélité : comme le fait remarquer Ricks, les pronoms « je » et « toi » traversent le poème en écho, mais avec une impuissance qui se révèle dès leur première mention : « Je me flétris doucement dans tes bras » (I wither slowly in thine arms). Déjà, le baiser sans fin paraît vicié, faux travestissement de l’extase amoureuse. Dans ce duo, « toi » l’emporte toujours sur « je », ce que l’emploi curieusement de hold dans « Pourtant ne me garde pas à jamais en ton Orient » (Yet hold me not for ever in thine East) laisse présager ; hold est ici ambigu : garde-moi, embrasse-moi, douce et terrible contrainte, dont secrètement j’aspire à me libérer.

### Tithon et Ulysse: le miroir déformant
Dans une de ses lettres, Tennyson décrit son poème comme « un pendant aux Ulysse [publiés] dans mes anciens volumes » ». De fait, le personnage de Tithon contraste fortement avec celui d'Ulysse. Les deux poèmes sont à la fois aussi appariés et opposés que le sont les querelles et vociférations des Grecs et des Troyens, vainqueurs et vaincus, héros et victimes. Selon le critique William E. Cain, Tithon a découvert la malédiction de l’accomplissement de son vœu le plus cher. Il vit là où personne ne devrait vivre, de l'autre côté de l'horizon, au-delà de la frontière qu'Ulysse, lui, ne peut qu'essayer de franchir
Selon l'érudit victorien A. A. Markley, Tithon diffère radicalement dUlysse dans sa conception de l’acceptation de la mort ; « tandis que Ulysse explore un esprit humain qui refuse de l’accepter, écrit-il, "Tithon" se préoccupe non seulement d’en apprivoiser l'inévitabilité, mais aussi de l’appeler de ses vœux comme partie et fin du cycle de vie. Ainsi, deux visions extrêmes se voient confrontées, chacune équilibrant l’autre lorsqu’elles sont considérées ensemble, ce qui constitue l’une des intentions premières de Tennyson lors de la première rédaction de 1833. Néanmoins, considérer Tithon comme un simple pendant d’Ulysse , conduit à des lectures inutilement réductrices des deux poèmes.

## Postérité
En grec ancien, l'expression « Τιθωνοῦ γῆρας / Tithônoû gễras », signifiant littéralement « une vieillesse de Tithon », désigne une vie qui s'éternise.
Le titre d’un roman d’Aldous Huxley, traduit en français par Jouvence, initialement publié en 1939 et renommé Après maint un été meurt le cygne (After Many a Summer Dies the Swan) lors de sa parution aux États-Unis, concerne un milliardaire hollywoodien qui, craignant sa mort imminente, emploie un homme de science pour l'aider à atteindre l'immortalité.
Le dixième épisode de Tithon conte l'histoire d'Alfred Fellig, photographe en deuil de son épouse depuis si longtemps qu’il ne se souvient plus de son nom, qui est condamné à l'immortalité. Il finit par être suspecté de plusieurs crimes en raison de sa présence constaté chaque fois sur les lieux du forfait. En réalité, il saisit toutes les occasions de se rapprocher des gens susceptibles de mourir, qu'il perçoit en noir et blanc, pour les prendre en photo dans l’espoir de rencontrer face à face la Faucheuse qui, à la vue de son visage défait par la maladie — il souffre de la fièvre jaune — aura pitié de lui et le libérera enfin du monde des vivants.
Une longue citation extraite de Tithon est insérée dans L'Ombre du vampire (Shadow of the Vampire), film d’horreur américain avec pour interprètes principaux John Malkovich et Willem Dafoe. Le film s’appuie sur le classique Nosferatu, mis en scène en 1922 par Friedrich Wilhelm Murnau. Après une série d’étranges événements, l’équipe cinématographique commence à se douter que l’acteur principal, Max Schreck, est un vampire pour de vrai. Dans l'une des scènes les plus importantes, ce personnage récite le poème de Tennyson tout en contemplant le portrait d’une actrice. Les vers de Tennyson semblent lui convenir à merveille, car il est « frappé d’une cruelle immortalité » (consumed by cruel immortality).

### Citations originales de l'auteur
1. ↑  « the ever-silent spaces of the East(vers 9 »
2. ↑  « a pendent to the "Ulysses" in my former volumes[16] »

### Citations originales des commentateurs
1. ↑  « the tragedy of being old[6] »
2. ↑  « It is a strange feeling about those who are taken young that while we are getting old and dusty they are just as they were »
3. ↑  « It is not that anything so obvious and simple as the identification of Eos with Hallam is possible or that the emotional relationship between Tennyson and Hallam is wholly clarified by Tithonus[7] »
4. ↑  « two of the most basic symbols, those of love between man and woman and the frustration of love by age, to express the peculiar nature of his own emotional injury[8] »
5. ↑  « Grieving for Arthur Hallam, Tennyson wrote poems which describe what they themselves possess: a life unusually, but not eternally, prolonged through time[9] »

#### Ouvrages et articles généraux
- Jean-Pierre Vernant, L'univers, les dieux, les hommes : récits grecs des origines, Paris, Éditions du Seuil, coll. « France Loisirs », 1999, 218 p., 18 cm (ISBN 2-7441-3780-4)
- (en) Andy Meisler, The End and the Beginning : The Official Guide to the X-Files Season 6, Harper Collins, 2000, 304 p. (ISBN 0-06-107595-7).

#### Ouvrages et articles spécifiques
- Hallam Tennyson, Alfred Lord Tennyson : A Memoir by his son, Londres, Macmillan & co., 1899, 968 p., 18cm
- (en) Christopher Ricks, Tennyson, New York, Macmillan, 1972, 362 p., 21 cm (ISBN 978-0-333-13510-5)
- (en) Matthew Charles Rowlinson, Tennyson's Fixations : Psychoanalysis and the Topics of the Early Poetry, University Press of Virginia, 1994 (ISBN 0-8139-1478-7)
- (en) James Kincaid, Tennyson's Major Poems, New Haven, Yale University Press, 1975.
- (en) Linda Hughes, The Many Faced Glass, Athens, Ohio, Ohio University Press, 1988.
- (en) Michael Thorn, Tennyson, New York, St. Martin's Press, 1993, 566 p. (ISBN 978-0-312-10414-6).
- (en) William E. Cain, Philosophical Approaches to Literature : New Essays on 19th and 20th Century Texts, Bucknell, Bucknell University Press, 1984, 257 p. (ISBN 0-8387-5055-9)
- (en) Matthew Charles Rowlinson, Tennyson's Fixations : Psychoanalysis and the Topics of the Early Poetry, Charlottesville, Virginie, University Press of Virginia, 1994 (ISBN 0-8139-1478-7)
- (en) A. A. Markley, Stateliest measures : Tennyson and the literature of Greece and Rome, Toronto, University of Toronto Press, 2004, 238 p. (ISBN 0-8020-8937-2, lire en ligne)
- (en) Anna Barton, Tennyson’s Name : Identity and Responsibility in the Poetry of Alfred Tennyson, Aldershot and Burlington, Ashgate Publishing Limited, 2008, viii + 166 (ISBN 978-0-7546-6408-6, lire en ligne).